# Ttujur (Gegharkunik)
Pour l’article homonyme, voir Ttujur (Aragatsotn).
Ttujur (en arménien Թթուջուր) est une communauté rurale du marz de Gegharkunik, en Arménie. Elle compte 1 013 habitants en 2008. L'activité économique principale est l'agriculture.